# 3465 Trevires
3465 Trevires eller 1984 SQ5 är en asteroid i huvudbältet som upptäcktes den 20 september 1984 av den belgiske astronomen Henri Debehogne vid La Silla-observatoriet. Den är uppkallad efter den germanska folkstammen Treverer.
Asteroiden har en diameter på ungefär 5 kilometer.